# 隠れたカリキュラム
隠れたカリキュラム（かくれたカリキュラム）とは、学校のフォーマルなカリキュラムの中にはない、知識、行動の様式や性向、意識やメンタリティが、意図しないままに教師や仲間の生徒たちから、教えられていくといったものをいう。
｢隠れたカリキュラム」という表現自体は、教育学者のフィリップ・W・ジャクソン (Philip W. Jackson、"Life In Classrooms", 1968年）が、初めて自分の造語として使ったという。そのすぐ後、MITのベンソン・シュナイダーが、"The Hidden Curriculum"（隠れたカリキュラム）というタイトルの著書を刊行し、問題を抱えた生徒、学生やエリート志向の強い生徒、学生の実例を分析し、この言葉を広く広めた。
教育困難校における負け犬意識の染み付いた生徒や有名進学校のエリート意識の固まりのような生徒から、ある特定の学校の校風に染まった生徒など、学校という制度を通しての社会化の特殊なものをいう場合に、社会学、教育社会学の分野でよく用いられる用語である。「潜在的カリキュラム」という表現もされる。
また、男の子、女の子といったジェンダーないし性による社会的な役割演技や役割意識も、多くこうした学校の隠れたカリキュラムの中で培われることが多いといわれる。たとえば、教師の質問に対して、女の子が手を挙げてもなかなか答えさせてもらえない、男の子が優先される。生徒会の委員会、クラブの部長は男の子、副委員長はいつも女の子といったようなそれである。